# Nekrolog 1521
Nekrolog
◄◄
| ◄
| 1517
| 1518
| 1519
| 1520
| 1521 | 1522 | 1523 | 1524 | 1525 | ► | ►►
Weitere Ereignisse | Allgemeiner Nekrolog 1521
Die Beschreibung der verstorbenen Person sollte so kurz wie möglich gehalten sein und nur deren signifikante Tätigkeit(en) enthalten.
Neue Namen ggf. auch unter dem Geburts- und Sterbedatum, also etwa unter 1. Januar und im Geburts- und Sterbejahr (2024) eintragen (nur bei entsprechender großer Wichtigkeit). Für Beispiele siehe die schon vorhandenen Artikel.
Außerdem über die fünf zuletzt Verstorbenen, zu denen es einen ausreichend guten Artikel für eine Präsentation auf der Hauptseite gibt, nach der todesbedingten Überarbeitung der Artikel ggf. auch unter Wikipedia Diskussion:Hauptseite informieren und sie am besten auch in den anderen Wikipedia-Sprachversionen eintragen. Tipp: Regelmäßig bei news.google.de nach „ist tot“, „gestorben“ oder „verstorben“ suchen.
Wenn eine Person gestorben ist, gibt es viele Seiten zu dieser Person in der Wikipedia, die davon auch betroffen sind und entsprechend aktualisiert werden müssen. Beispiele: Namenübersichtsseite, Geburtsjahr, Geburtsort-Seiten und viele mehr.
Wie finde ich die betroffenen Seiten?
Im Suchfeld auf der linken Seite gibt man den Suchbegriff so ein: „Vorname Nachname“. Dann klickt man auf Volltext und alle Seiten mit entsprechendem Suchtext werden aufgerufen. Hier sieht man dann schnell, wo auch das Todesjahr Sinn macht oder sogar ein Teil des Artikels angepasst werden muss. Auch hilft das „Werkzeug“ auf der linken Seite sehr gut, um solche Seiten aufzufinden: „Links auf diese Seite“. Somit ist die Wikipedia wieder aktuell in allen Bereichen! Hinweis: bei Eintragung der Kategorie „Gestorben JAHR“ wird der Missbrauchsfilter 49 ausgelöst, was jedoch nicht schlimm ist. Siehe: Spezial:Missbrauchsfilter/49
Dies ist eine Liste von im Jahr 1521 verstorbenen bekannten Persönlichkeiten. Die Einträge erfolgen innerhalb der einzelnen Daten alphabetisch sortiert. Tiere sind im Nekrolog für Tiere zu finden.

## Januar
| Tag        | Name                          | Beruf, bekannt als               | Alter | Beleg |
| ---------- | ----------------------------- | -------------------------------- | ----- | ----- |
| 6. Januar  | Guillaume III. de Croÿ        | Kardinal                         |       |       |
| 10. Januar | Fabrizio del Carretto         | Großmeister des Johanniterordens |       |       |
| 21. Januar | Henning Göde                  | deutscher Jurist                 |       |       |
| 28. Januar | Konrad Rabensteiner zu Döhlau | deutscher Adliger, Amtmann       |       |       |

## Februar
| Tag         | Name                | Beruf, bekannt als                 | Alter | Beleg |
| ----------- | ------------------- | ---------------------------------- | ----- | ----- |
| 24. Februar | Ludolf Hawenkel     | Ratssekretär der Hansestadt Lübeck |       |       |
| 25. Februar | Johann Schönsperger | Augsburger Drucker                 |       |       |

## März
| Tag      | Name                          | Beruf, bekannt als                            | Alter | Beleg |
| -------- | ----------------------------- | --------------------------------------------- | ----- | ----- |
| 4. März  | Rudolf Agricola               | deutscher Drucker und Autor                   |       |       |
| 7. März  | Benedetto Buglioni            | italienischer Bildhauer und Terrakottabildner |       |       |
| 15. März | Johann II.                    | Herzog von Kleve und Graf von der Mark        | 62    |       |
| 21. März | Johann Brenner von Löwenstein | Adeliger im Dienste der Kurpfalz              |       |       |
| 29. März | Christoph von Schroffenstein  | Fürstbischof von Brixen                       |       |       |

## April
| Tag       | Name                       | Beruf, bekannt als                                                                              | Alter | Beleg |
| --------- | -------------------------- | ----------------------------------------------------------------------------------------------- | ----- | ----- |
| 2. April  | Erasmus Stella             | deutscher Arzt, Bürgermeister und Historiker                                                    |       |       |
| 8. April  | Wilhelm II. von Pernstein  | böhmischer Adliger                                                                              |       |       |
| 11. April | Lorenz Beheim              | italienischer Renaissanceherrscher                                                              |       |       |
| 24. April | Juan de Padilla            | Führer des erfolglosen Comuneros-Aufstand                                                       |       |       |
| 27. April | Ferdinand Magellan         | portugiesischer Seefahrer, der für die spanische Krone segelte                                  |       |       |
| 28. April | Suzanne de Bourbon-Beaujeu | Herzogin von Bourbon und Auvergne, Gräfin von Clermont, Forez und La Marche, Herrin von Beaujeu | 29    |       |

## Mai
| Tag     | Name                                   | Beruf, bekannt als                                  | Alter | Beleg |
| ------- | -------------------------------------- | --------------------------------------------------- | ----- | ----- |
| 10. Mai | Sebastian Brant                        | deutscher Humanist und Autor                        |       |       |
| 17. Mai | Edward Stafford, 3. Duke of Buckingham | englischer Adliger                                  | 43    |       |
| 21. Mai | Ludwig von Eyb der Jüngere             | deutscher Hofbeamter, Heerführer und Schriftsteller |       |       |
| 25. Mai | Hiob von Dobeneck                      | Bischof von Pomesanien (1501–1521)                  |       |       |
| 28. Mai | Guillaume II. de Croÿ                  | burgundisch-niederländischer Politiker              |       |       |

## Juni
| Tag      | Name               | Beruf, bekannt als                    | Alter | Beleg |
| -------- | ------------------ | ------------------------------------- | ----- | ----- |
| 8. Juni  | Zhengde            | chinesischer Kaiser der Ming-Dynastie | 29    |       |
| 15. Juni | Tamás Bakócz       | ungarischer Kardinal und Politiker    |       |       |
| 22. Juni | Leonardo Loredan   | Doge von Venedig (1501–1521)          | 84    |       |
| 25. Juni | Cristoforo Caselli | italienischer Maler                   |       |       |
| 29. Juni | Francesco Conti    | Kardinal                              |       |       |

## Juli
| Tag      | Name                   | Beruf, bekannt als      | Alter | Beleg |
| -------- | ---------------------- | ----------------------- | ----- | ----- |
| 7. Juli  | Tideman Berck          | Lübecker Bürgermeister  |       |       |
| 9. Juli  | Raffaele Riario        | Kardinal, Kunstmäzen    | 61    |       |
| 14. Juli | Hans II. Glockengießer | deutscher Glockengießer |       |       |
| Juli     | Juan Ponce de León     | spanischer Konquistador |       |       |

## August
| Tag        | Name              | Beruf, bekannt als                                                | Alter | Beleg |
| ---------- | ----------------- | ----------------------------------------------------------------- | ----- | ----- |
| 18. August | Heinrich Mulert   | Rechtsgelehrter und Hochschullehrer an der Universität Greifswald |       |       |
| 27. August | Charles de Clèves | Graf von Nevers und Eu                                            |       |       |
| 27. August | Josquin Desprez   | franko-flämischer Komponist und Sänger                            |       |       |

## September
| Tag           | Name                   | Beruf, bekannt als                                             | Alter | Beleg |
| ------------- | ---------------------- | -------------------------------------------------------------- | ----- | ----- |
| 8. September  | Benedictus Chelidonius | deutscher Humanist und Dichter, Abt des Wiener Schottenstiftes |       |       |
| 12. September | Gallus Oehem           | Mönch und Chronist des Klosters Reichenau                      |       |       |
| 15. September | Neagoe Basarab         | Herrscher der Walachei                                         |       |       |

## Oktober
| Tag         | Name                 | Beruf, bekannt als                                      | Alter | Beleg |
| ----------- | -------------------- | ------------------------------------------------------- | ----- | ----- |
| 7. Oktober  | Margarete von Anhalt | Herzogin von Sachsen                                    | 26    |       |
| 7. Oktober  | Ulrich Pesnitzer     | deutscher Architekt, Zeugmeister und Festungsbaumeister |       |       |
| 22. Oktober | Johannes Pfefferkorn | deutscher, judenfeindlicher Schriftsteller              |       |       |
| 24. Oktober | Robert Fayrfax       | englischer Komponist und Musiker                        |       |       |

## November
| Tag          | Name                     | Beruf, bekannt als           | Alter | Beleg |
| ------------ | ------------------------ | ---------------------------- | ----- | ----- |
| 2. November  | Margarete von Lothringen | Herzogin von Alençon, Selige |       |       |
| 13. November | Valentin                 | Herzog von (Troppau)-Ratibor |       |       |
| 26. November | Martin Karith            | Bischof von Cammin           |       |       |

## Dezember
| Tag          | Name                  | Beruf, bekannt als                                                                         | Alter | Beleg |
| ------------ | --------------------- | ------------------------------------------------------------------------------------------ | ----- | ----- |
| 1. Dezember  | Leo X.                | Papst (1513–1521)                                                                          | 45    |       |
| 4. Dezember  | Conrad Gerle          | deutscher Lautenmacher                                                                     |       |       |
| 8. Dezember  | Christina von Sachsen | Königin von Dänemark, Norwegen und Schweden, sowie Herzogin von Schleswig-Holstein-Gottorf | 59    |       |
| 11. Dezember | Wolfgang von Graben   | Edelherr, Verwaltungsperson und Militär                                                    |       |       |
| 13. Dezember | Manuel I.             | König von Portugal                                                                         | 52    |       |
| Dezember     | Josef Horlenius       | deutscher Humanist und Poet                                                                |       |       |

## Datum unbekannt
| Tag | Name                                      | Beruf, bekannt als                                                           | Alter | Beleg |
| --- | ----------------------------------------- | ---------------------------------------------------------------------------- | ----- | ----- |
|     | Matthäus Adriani                          | spanischer Orientalist und Sprachforscher                                    |       |       |
|     | Jean Bourdichon                           | französischer Maler und Illuminator von Handschriften                        |       |       |
|     | Piero di Cosimo                           | italienischer Maler                                                          |       |       |
|     | Georg I.                                  | Herzog von Liegnitz und Brieg                                                |       |       |
|     | Andree von Graben                         | Herr von Kornberg und Graben, Verweser und Amtmann des Amtes Windischgrätz   |       |       |
|     | Eucharius Holzach                         | Schweizer Politiker                                                          |       |       |
|     | Wilhelm II. von Limburg-Styrum            | Adliger                                                                      |       |       |
|     | Pema Lingpa                               | Meister und Tertön der Nyingma-Schule des tibetischen Buddhismus             |       |       |
|     | Juan Pilars                               | italienischer Bischof                                                        |       |       |
|     | Francisco Serrão                          | portugiesischer Kapitän, Entdecker                                           |       |       |
|     | John Stewart, 2. Earl of Atholl           | schottischer Adliger                                                         |       |       |
|     | Pantlion Sydler                           | deutscher Stück- und Glockengießer                                           |       |       |
|     | Jörg Syrlin                               | deutscher Bildhauer und Zunftmeister                                         |       |       |
|     | Grigori Fjodorowitsch Tscheljadin-Dawydow | russischer Bojar und Wojewode des Großfürstentums Moskau                     |       |       |
|     | Jakob Ulfsson                             | katholischer Erzbischof von Uppsala und Mitbegründer der Universität Uppsala |       |       |
|     | Xicoténcatl der Jüngere                   | militärischer Anführer der Tlaxcalteken                                      |       |       |